# الصخرة (أبو حمص)
قرية الصخرة هي إحدى القرى التابعة لمركز أبو حمص في محافظة البحيرة في جمهورية مصر العربية. حسب إحصاءات سنة 2006، بلغ إجمالي السكان في الصخرة 2928 نسمة، منهم 1513 رجل و1415 امرأة.